# Shirley (Massachusetts)
Shirley és una població dels Estats Units a l'estat de Massachusetts. Segons el cens del 2007 tenia 7.726 habitants.

## Demografia
Segons el cens del 2000, Shirley tenia 6.373 habitants, 2.067 habitatges, i 1.426 famílies. La densitat de població era de 155,5 habitants/km².
Dels 2.067 habitatges en un 34,2% hi vivien nens de menys de 18 anys, en un 56,2% hi vivien parelles casades, en un 9,3% dones solteres, i en un 31% no eren unitats familiars. En el 25,4% dels habitatges hi vivien persones soles el 8,7% de les quals corresponia a persones de 65 anys o més que vivien soles. El nombre mitjà de persones vivint en cada habitatge era de 2,55 i el nombre mitjà de persones que vivien en cada família era de 3,09.
Per edats la població es repartia de la següent manera: un 21,7% tenia menys de 18 anys, un 7,6% entre 18 i 24, un 39,2% entre 25 i 44, un 22,3% de 45 a 60 i un 9,2% 65 anys o més.
L'edat mediana era de 37 anys. Per cada 100 dones de 18 o més anys hi havia 151,8 homes.
La renda mediana per habitatge era de 53.344 $ i la renda mediana per família de 66.250$. Els homes tenien una renda mediana de 42.078 $ mentre que les dones 32.130$. La renda per capita de la població era de 20.556$. Entorn de l'1,9% de les famílies i el 3,3% de la població estaven per davall del llindar de pobresa.